# Jozef Bonaparte

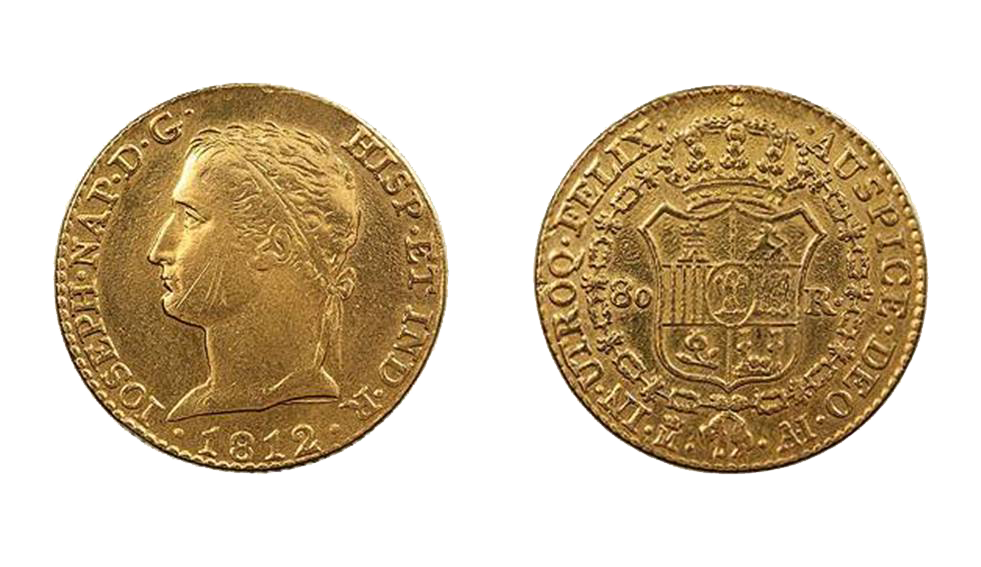
Spaanse munten uit 1812, met portret van Josef Bonaparte.

Jozef Bonaparte (Frans: Joseph; Italiaans: Giuseppe; Spaans: José) (Corte, 7 januari 1768 – Florence, 28 juli 1844) was de oudere broer van Napoleon Bonaparte. Dankzij hem werd hij koning van Napels (1806–1808) en vervolgens van Spanje (1808–1813).

## Opleiding en huwelijk
Jozef was van oorsprong advocaat te Ajaccio, een van de leiders van de democratische Fransgezinde partij op Corsica en officier in het leger. Samen met de andere - toen nog arme en onbelangrijke - Bonapartes vluchtte hij toen deze partij door de conservatieve partij van Pasquale Paoli was overwonnen in 1792 naar Marseille.
Op 1 augustus 1794 trouwde hij te Cuges-les-Pins met Julie Clary, dochter van een rijk zijdehandelaar en zuster van Désirée Clary, met wie Napoleon in zijn jonge jaren (toen hij nog in Marseille woonde) een relatie had.
Jozef hielp in 1796 en 1797 namens het Directoire het Franse bestuur op Corsica organiseren en in 1797 en 1798 was hij Frans gezant bij de paus. Hij leidde de onderhandelingen met Oostenrijk onder keizer Frans II die resulteerden in de Vrede van Lunéville (9 februari 1801). Hij was altijd jaloers op zijn broer Napoleon, die het veel verder had geschopt dan hij en hoewel een jaar jonger, hoofd van de clan Bonaparte was geworden. Daar Jozef slechts dochters had, trachtte Napoleon hem er na zijn kroning tot keizer toe te brengen van zijn aanspraak op troonopvolging af te zien, hetgeen hij weigerde.

## Koning van koninkrijk Napels
Napoleon achtte zijn oudere broer echter hoog en maakte hem in 1806 tot koning van het door Frankrijk veroverde koninkrijk Napels. Jozef Bonaparte werd bijgestaan door excellente medewerkers en hervormde de kloosterorden, justitie, openbare financiën en het onderwijs.

## Koning van Spanje

Wapen van Jozef Bonaparte als koning van Spanje

Toch slaagde hij er volgens de keizer te weinig in de invloed van de oude Napolitaanse Bourbon-koning Ferdinand IV te doen afnemen. De keizer benoemde op 15 juli 1808 zijn zwager Joachim Murat tot nieuwe koning van Napels en maakte Jozef koning van Spanje. De vorige Spaanse koning Karel IV was op 2 mei 1808 onder druk ten gunste van Napoleon afgetreden. De nieuwe koning wilde het hopeloos vervallen en achterlijke land moderniseren en liberale hervormingen doorvoeren. Zo moest de inquisitie verdwijnen. Jozef was vanaf het begin zeer impopulair bij de conservatieve Spaanse bevolking, die trouw bleef aan de Spaanse Bourbons en werd el rey intruso ("de binnengedrongen koning") oftewel een usurpator genoemd. Jozef en zijn aanhangers kregen nooit een volledige controle over het land. Tijdens Jozefs bestuur over Spanje verklaarde de Spaanse kolonie in Zuid-Amerika, Venezuela zijn onafhankelijkheid. 
Jozef I van Spanje nam behalve de kroon ook de soevereiniteit over de Orde van het Gulden Vlies over, hij deed dat zonder enig recht. Napoleon en Lodewijk Napoleon werden door hem in de Orde van het Gulden Vlies opgenomen. Op zijn koningsportret droeg hij de keten van de door hem ingestelde Orde van Spanje op de ereplaats aan een langere keten dan het Gulden Vlies.
Jozef Bonaparte, die Spanje en de Spaanse gebruiken helemaal niet kende was niet opgewassen tegen de opstand die na zijn usurpatie van de troon spoedig uitbrak. Jozef had nauwelijks invloed op het verloop van de oorlog tegen de opstandelingen, die gesteund werden door de Britten. De Franse bevelhebbers van het leger stonden erop om eerst te overleggen met Napoleon alvorens de instructies van Jozef uit te voeren. Vanwege de door hem geheven belasting op wijn noemde het Spaanse volk hem Pepe Botella ("Joop Fles"). In de Spaanse geschiedschrijving werd hij vaak afgeschilderd als een hevig drinker, alhoewel hij dat niet was. Tijdens zijn koningschap riep de Spaanse kolonie Paraguay in 1811 de onafhankelijkheid uit.
In 1812 begon Napoleon de veldtocht naar Rusland. Hiervoor werden troepen onttrokken aan Spanje en de geallieerden profiteerden van deze situatie. In juli 1812 versloegen de geallieerden onder leiding van Lord Wellington de Fransen bij Salamanca waarna ook Madrid bevrijd kon worden. Na de nederlaag bij Vitoria-Gasteiz op 21 juni 1813 werd  het Verdrag van Valençay opgesteld dat het einde van de oorlog tussen Frankrijk en Spanje betekende. Jozef verliet Spanje voorgoed. Hij ging het leger in en moest als commandant van Parijs voor de geallieerden capituleren.

## Na Spanje
Na de val van Napoleon nam hij de titel graaf van Survilliers aan. In de periode 1817–1832, leefde Jozef Bonaparte vooral in de Verenigde Staten van Amerika, waar hij de juwelen verkocht die hij had meegenomen uit Spanje. Hij vestigde zich eerst in New York en Philadelphia, waar zijn huis het middelpunt werd van activiteiten voor de Franse expats. In 1823 werd hij verkozen tot lid van de American Philosophical Society. Later kocht hij het landgoed Point Breeze, dat voorheen eigendom was geweest van Stephen Sayre. Het was gelegen in Bordentown, New Jersey, op de oostelijke oever van de Delaware. Zeventien jaar later verhuisde hij naar Florence, alwaar hij ook stierf.

## Kinderen
Jozef en Julie hadden drie dochters, van wie er één jong stierf:
- Zénaïde (1796-1797)
- Zénaïde (1801-1854); getrouwd met Karel Lucien Bonaparte, zoon van Jozefs broer Lucien Bonaparte
- Charlotte (1802-1839); getrouwd met Napoleon Lodewijk Bonaparte, zoon van Jozefs broer Lodewijk Napoleon (koning van Holland).

Napoleon I · Napoleon II · Jozef · Lodewijk · Napoleon III · Napoleon Eugène Lodewijk · Napoleon Jozef Karel Paul · Napoleon Victor · Lodewijk · Charles Bonaparte
- Bibsys: 7044143
- Biblioteca Nacional de Chile: 000213818
- Biblioteca Nacional de España: XX983027
- Bibliothèque nationale de France: cb12459535c (data)
- Catàleg d'autoritats de noms i títols de Catalunya: 981058517578506706
- Gemeinsame Normdatei: 118713140
- International Standard Name Identifier: 0000 0001 2133 5705
- Library of Congress Control Number: n50038058
- Nationale Bibliotheek van Tsjechië: jx20100112002
- Nationale Bibliotheek van Israël: 987007263517105171
- Nationale Bibliotheek van Polen: a0000001270861
- Nederlandse Thesaurus van Auteursnamen: 073468479
- Réseau des bibliothèques de Suisse occidentale: 02-A000021422
- Istituto Centrale per il Catalogo Unico: LO1V134693
- LIBRIS: 266070
- SNAC: w6x63s9z
- Système universitaire de documentation: 027733513
- Museum of New Zealand Te Papa Tongarewa: 67565
- Union List of Artist Names: 500211875
- Virtual International Authority File: 54244826
- WorldCat: E39PBJhGVC4XP7HKPbFFP68Hmd